# Somula
Somula là một chi ruồi trong họ Syrphidae.